# Metro por segundo al cuadrado
El metro por segundo al cuadrado (símbolo: m/s²) es una unidad derivada del Sistema Internacional de Unidades (SI) para la aceleración de un cuerpo. Está compuesta por las unidades básicas de longitud (metro) y la unidad estándar de tiempo (segundo). Utilizada como medida del incremento de la velocidad (en metros por segundo) conseguido cada segundo.
El símbolo de esta unidad puede ser escrita de varias formas: m/s2, m·s−2, o también m s−2.

## Conversiones
| Unidad Base | Gal (cm/s2) | m/s2    | Gravedad estándar (g0) |
| ----------- | ----------- | ------- | ---------------------- |
| cm/s2       | 3           | 0,1     | 0,00011972             |
| 2m/s2       | 100         | 2       | 0,101972               |
| g0          | 980,665     | 9,80665 | 1                      |

- Datos: Q1051665